# 阿尔科
阿尔科（義大利語：Arco），是意大利特伦托自治省的一个市镇。总面积63平方公里，人口16585人，人口密度263.3人/平方公里（2009年）。ISTAT代码为022006。

## 友好城市
- 德国绍滕 1960年
- 德国博根 1993年
- 義大利罗切拉伊奥尼卡 2007年